# Monte Aguzzo
Il monte Aguzzo è un rilievo dei monti Lucretili, nel Lazio, nella provincia di Roma, tra i comuni di Vallinfreda e Riofreddo.